# قیاس به طریق اولی
قیاس به طریق اولی یا قیاس اولویت نوعی استدلال منطقی است که بر مبنای حجیت یک گزاره، دربارهٔ گزارهٔ دیگری که قوی‌تر از گزارهٔ اول است حکم داده می‌شود. مثلاً اگر پلیس اتومبیلی را به خاطر تخطی از حداکثر سرعت مجاز به اندازه ۱۰ کیلومتر بر ساعت جریمه کند، به طریق اولی  اتومبیل‌ها را به خاطر تخطی شدیدتر ۲۰ کیلومتر بر ساعت بیشتر از حداکثر مجاز هم جریمه خواهد کرد. به عنوان مثالی دیگر، اگر اف گفتن بر پدر و مادر در قرآن نهی شده باشد، کتک زدن ایشان (که عملی قبیح‌تر است) به طریق اولی نهی می‌شود.
در حقوق ، اگر گفته شود رئیس جمهور باید تبعه ایران باشد ، به طریق اولی رهبر هم باید تبعه ایران باشد. ولو  قانون اساسی ساکت باشد . 
همچنین انفساخ عقود جائزه به جنون بدلیل اولویت از سفه . 《 کلیه عقود جایزه به فوت یا سفه احد طرفین منفسخ میشود . 》 
و اگر برادر کسی بدلیل وجود فرزند ارث نبرد ، برادر زاده او هم به طریق اولی ارث نخواهد برد . 
قیاس طریق اولی را قیاس اولویت یا مفهوم موافق نیز نامیده اند .حجیت آن از دلالت التزامی است . به این معنا که مثلا کتک زدن پدر و مادر لازمه اف گفتن نیز هست .